# Булешич, Мирослав
Мирослав Булешич (хорв. Miroslav Bulešić, 13 мая 1920 — 24 августа 1947) — хорватский священник, блаженный Католической церкви, мученик. Беатифицирован 28 сентября 2013 года в Пуле.

## Биография

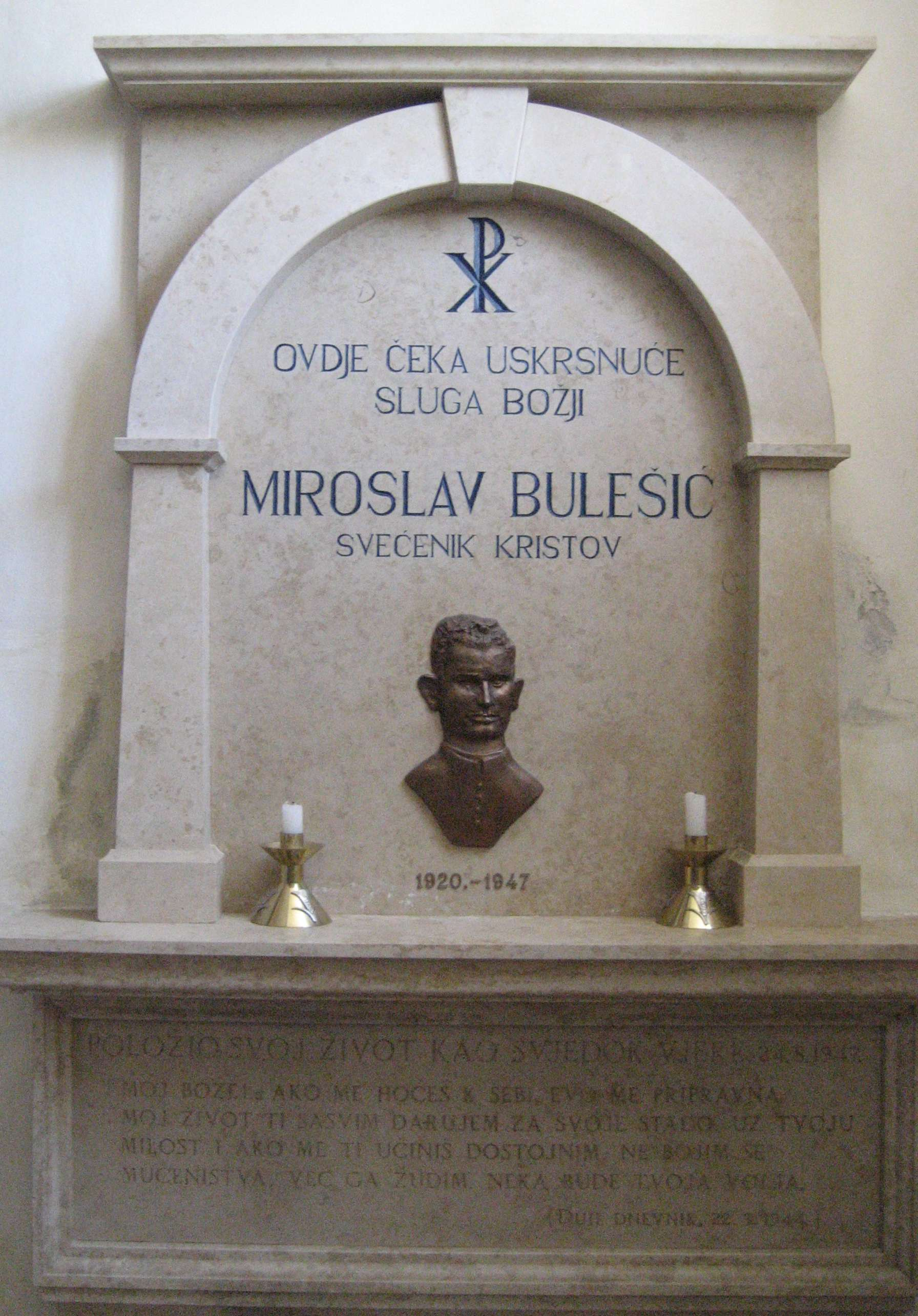
Памятная доска, посвящённая Мирославу Булешичу в церкви Светвинчената

Родился 13 мая 1920 года в небольшой деревне Чабруничи (община Светвинченат, центральная Истрия, в то время Италия, ныне Хорватия). Обучался в семинарии Копера и в Папском Григорианском университете в Риме.
В 1943 году вернулся на родину, где был рукоположен в священники и назначен настоятелем в деревню Бадерна. В Истрии в это время боевые действия вели сразу три армии — югославских партизан, немцев и итальянцев. Священник старался исполнять свои обязанности в этих тяжёлых условиях, он говорил: «Я католический священник и уделяю святые Таинства всем, кто просит об этом: и хорватам, и немцам, и итальянцам».
В 1945 году служил священником в Канфанаре, с 1946 года преподавал в семинарии Пазина. После прихода к власти в Югославии коммунистов и начала ими репрессий против Католической церкви, постоянно получал от них угрозы. 24 августа 1947 года прокоммунистически настроенная толпа ворвалась в приходской дом в деревне Ланишче, где был с пасторским визитом Булешич, и убила священника. По сообщению газеты L’Osservatore Romano «После того, как отец Булешич провел Таинство Конфирмации, коммунисты безжалостно его избили. Отец Булешич был весь покрыт кровью. Дважды он восклицал: „Иисус, прими мою душу“. Затем его убийца перерезал ему горло ножом. Кровь мученика брызнула на стены и на пол»".

## Прославление
Мирослав Булешич был причислен к лику блаженных 28 сентября 2013 года в Пуле в ходе мессы, которую возглавил кардинал Анджело Амато, префект Конгрегации по канонизации святых. На мессе присутствовали все хорватские епископы, более 670 священников и 17 тысяч паломников. 29 сентября на традиционной воскресной молитве Ангел Господень папа римский Франциск сказал: «Давайте порадуемся тому, что вчера в Хорватии был провозглашен блаженным Мирослав Булешич, епархиальный священник, погибший мучеником в 1947 году. Восславим Господа, дарующего беззащитным силу высшего свидетельства».